# Action Replay

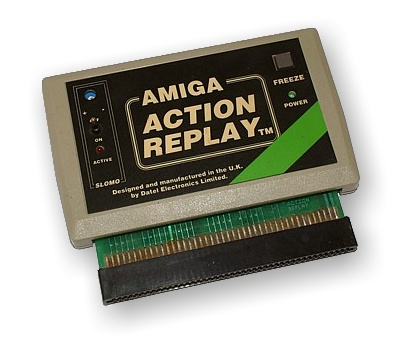
Action Replay cartridge för Amiga 500.

Action Replay är ett varumärke för fuskutrustning skapad av Datel. Action Replay finns tillgängligt för många dator- och spelsystem, inklusive Commodore 64, Amiga, IBM PC, Nintendo DS, Nintendo DSi, Nintendo 3DS, PlayStation Portable, PlayStation 2, GameCube, Game Boy Advance och Xbox. Namnet kommer från de första enheternas signaturfunktion att pausa programvarans körning och spara datorns tillstånd (det vill säga hela innehållet i minnet) till disk eller kassettband för framtida "återspelning". Möjligheten att manipulera minnesinnehållet i detta pausade tillstånd möjliggjorde de fuskmöjligheter som varumärket är mest känt för.